# Cervera del Maestre (kommun)
Cervera del Maestre är en kommun i Spanien.   Den ligger i provinsen Província de Castelló och regionen Valencia, i den östra delen av landet, 300 km öster om huvudstaden Madrid. Antalet invånare är 716. Arean är 93 kvadratkilometer. Cervera del Maestre gränsar till Càlig, La Jana, Peníscola/Peñíscola, La Salzadella, Sant Jordi, Sant Mateu, Santa Magdalena de Pulpis och Traiguera. 
Terrängen i Cervera del Maestre är kuperad söderut, men norrut är den platt.